# Harry Llewellyn
Harry Llewellyn, född 1911, död 1999, var en brittisk hoppryttare. Han var bland annat ägare till den beömda hästen Foxhunter och tillsammans erhöll ekipaget 78 vinster på 5 år.